# Hajaratu Kamara
Hajaratu Mariama Kamara (ur. 20 grudnia 1989) – sierraleońska zapaśniczka walcząca w stylu wolnym. Zajęła piąte miejsce na igrzyskach wspólnoty narodów w 2018. Srebrna medalistka mistrzostw Afryki w 2014 i brązowa w 2015; czwarta w 2015; piąta w 2015 roku.